# Floyd Schmoe
Floyd Wilfred Schmoe (* 21. September 1895 in Prairie Center, Johnson County, Kansas; † 20. April 2001 in Kenmore, Washington) war ein US-amerikanischer Pazifist und Autor. Den Großteil seines Lebens verbrachte er in Seattle.

## Biographie

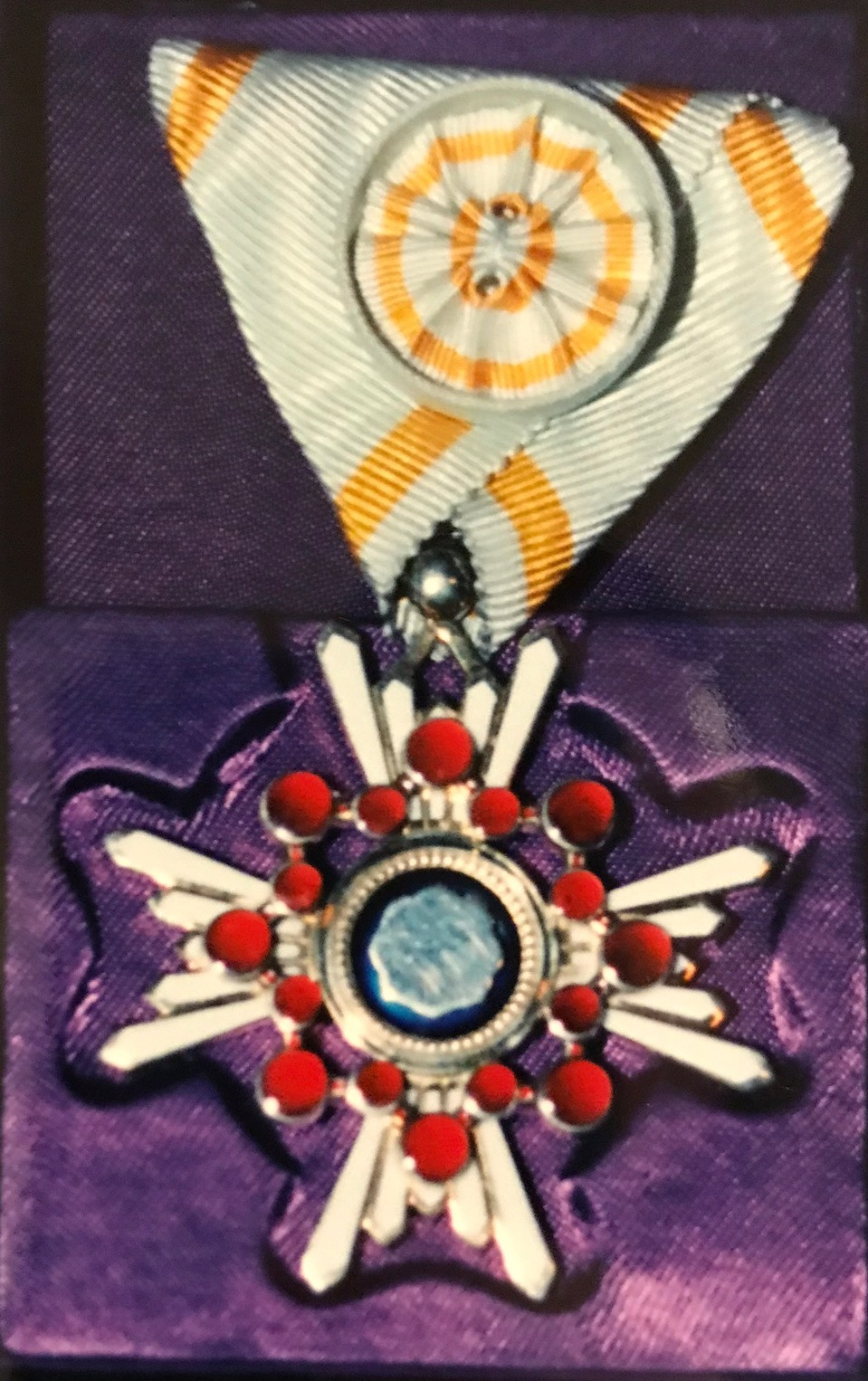
Japans Orden des Heiligen Schatzes 4. Klasse, der Floyd Schmoe 1988 für seine Aufbauleistung in Hiroshima verliehen wurde.

Floyd Schmoe war während des Ersten Weltkrieges im Sanitätsdienst tätig. Wegen seines Glaubens – er war Quäker – verweigerte er den Dienst mit der Waffe und entzog sich den Kriegshandlungen. An den Kämpfen des Zweiten Weltkrieges war er nicht beteiligt. Nach dem Krieg half Schmoe aktiv am Wiederaufbau der japanischen Stadt Hiroshima mit, die durch eine Atombombe zerstört worden war. Sein soziales Engagement begleitete ihn zeit seines Lebens und Schmoe war in diversen Ländern an pazifistischen Aktionen beteiligt. An der University of Washington in Seattle war Schmoe Professor für Forstwirtschaft.

## Werke (Auswahl)
- Our greatest mountain; a handbook for Mount Rainier national park. G.P. Putnam’s sons, New York, London 1925.
- A year in paradise. Harper, New York 1959.
- For love of some islands: memoirs of some years spent in the San Juan Islands of Puget Sound. Harper & Row, New York 1964.
- The Big Sur: land of rare treasures. Chronicle Books, San Francisco 1975, ISBN 978-0-87701-070-8.